# Berevoești (okręg Ardżesz)
Berevoești – wieś w Rumunii, w okręgu Ardżesz, w gminie Berevoiești. W 2011 roku liczyła 2018 mieszkańców.